# Hansjürgen Knoche
Hansjürgen Knoche (* 21. Februar 1930 in Plauen im Vogtland; † 14. Mai 2021), Sanctae Theologiae Doctor (S.T.D. Wittenberg Lutheran Seminary, USA), war ein deutscher Ministerialdirigent und Präsident des Niedersächsischen Verfassungsschutzes a. D.

## Leben
Hansjürgen Knoche wuchs in Leipzig auf. Dort besuchte er das König-Albert-Gymnasium und legte 1948 das Abitur ab. Knoche begann das Studium der Rechtswissenschaft, Theologie und Philosophie. 1950 gelangte er als politischer Flüchtling nach Freiburg im Breisgau und setzte dort das Studium fort. Er absolvierte das erste und zweite juristische Staatsexamen in Freiburg und Stuttgart und promovierte 1957 in Freiburg mit dem Thema: „Ulrich Zasius und das Freiburger Stadtrecht von 1520“.
Danach war er als wissenschaftlicher Assistent (Kiel), Anwalt (Frankfurt) und in der Versicherungswirtschaft (Düsseldorf, Wiesbaden, Hamburg; Prokurist und Abteilungsdirektor) tätig. Knoche war ab 1960 im niedersächsischen Staatsdienst, zuerst beim Präsidenten des Niedersächsischen Verwaltungsbezirks Braunschweig, dann im Niedersächsischen Innenministerium als Leiter des Kabinettsreferats, Landeswahlleiter und zuletzt Präsident des Niedersächsischen Landesamts für Verfassungsschutz. Er wurde 1993 pensioniert.
Knoche war seit 1960 in ökumenischen Vereinigungen, z. T. in leitender Position, tätig sowie Mitglied der Evangelischen Sammlung, dann des Bundes für evangelisch-katholische Wiedervereinigung (jetzt: Einheit) e. V, jahrzehntelang Vorstands- und Beiratsmitglied. Mitgründer und Ältester der ökumenisch ausgerichteten St.-Jakobus-Bruderschaft, Mitglied der Hochkirchlichen Vereinigung Augsburgischen Bekenntnisses und ehemaliges Mitglied der Unità dei Cristiani. Ab 2002 war er Redaktionsleiter der Zeitschrift „Bausteine für die Einheit der Christen“, Hg. Bund für evangelisch-katholische Einheit e. V., Mitarbeiter der Katholischen Nachrichtenagentur (KNA – ÖKI) und Gründer und Stiftungsrat der Stiftung „König-Albert-Gymnasium Leipzig“. Durch zahlreiche theologische und philosophische Vorträge, Publikationen und Gespräche mit kirchlichen Autoritäten wurde er zu einem bekannten deutschen evangelischen Ökumeniker.

## Veröffentlichungen
- Ulrich Zasius und das Freiburger Stadtrecht von 1520. 1957.
- Die DKP. Organisation – Ideologie – Politik. Hg. Niedersächsische Landeszentrale für Politische Bildung, Hannover 1980.
- Von Marx bis Paulus. Theoriediskussionen der Linken und ihre möglichen politischen Folgen. 1983, ISBN 3-922479-15-4.
- Einigung der Kirchen – mit wem? Zu den Thesen von Karl Rahner und Heinrich Fries. 1986; 2. unveränderte Auflage München 1995, ISBN 3-922479-23-5.
- Gott ist nicht wegzudenken. Atheismus als Selbstwiderspruch. Ökumenische Grundlagen christlicher Philosophie. München 1988, Meta-Verlag, ISBN 3-922479-29-4.
- Der Materialismus auf dem Rückzug. Kleine Einführung in aktuelle Probleme der Philosophie, Naturwissenschaft und Theologie. München 1988.
- Glaubwürdiger Glaube. Ökumenische Grundlagen der Fundamentaltheologie. München 1989.
- Schöpfungsethik. Ökumenische Grundlagen der Schöpfungstheologie und Ethik. München 1989.
- Himmel oder Hölle. Zum Kern der Botschaft Jesu, gegen moderne Verharm-losungen. Ökumenische Reflexionen zur Soteriologie, Ekklesiologie und Eschatologie. München 1991.
- Glaube, Zeit und Ewigkeit. Unkonventionelles zu christlichen Zeitfragen. Meta-Verlasg, 1993, ISBN 3-922479-46-4.
- Ökumene auf dem Weg zur Praxis. Neue Aspekte nach der Enzyklika „Ut unum sint“. Sonderheft 1995 der Zeitschrift „Bausteine für die Einheit der Christen“.
- Trau nicht jedem Exegeten! Bibelkritik, Glaube und Kirche heute. Bausteine für die Einheit der Christen, Sonderheft 1996.
- Christlicher Glaube und Naturwissenschaft heute. Neue naturwissenschaftliche Theorien als Herausforderung und Hilfe für den Glauben. Heft 157, Epiphanias 2000.
- Politisches System. In: Niedersachsen – Ein Porträt, Hg. Nieders. Landeszentrale f. Politische Bildung. 2. Auflage. Hannover 2000, S. 178 ff.
- Die schlechteste mögliche Welt? Versuch einer Weiterführung der Theodizee. Münster 2002, ISBN 3-8258-6057-4.
- Unterscheidung der Geister: Einheit braucht Wahrheit. Die Trennung von Differenz- und Konsensökumene in Deutschland. 2007, ISBN 978-3-8334-7225-1.
- Lutherisch-Katholisch. Das Zukunftsmodell. 2009, ISBN 978-3-8370-4995-4.
- Lutherisch in der Katholischen Kirche. Die ökumenische Hoffnung. Bausteine für die Einheit der Christen, Sonderheft 2009.
- Gott Welt Ewigkeit. Beiträge zu christlichen Zeitfragen. 2009, ISBN 978-3-8370-2172-1.
- Beste oder schlechteste Welt? Neue Überlegungen zur Theodizee. 2010, ISBN 978-3-8391-4659-0.
- Evangelisch-Katholisch. Das ökumenische Zukunftsmodell. 2011, ISBN 978-3-8423-3492-2.
- Gemeinsam glauben mit Vernunft. Ökumenische Einführung. 2012, ISBN 978-3-8423-7901-5.
- Keine Bange, Herr Pastor! Nachversicherung bei Kirchenwechsel. 2013, ISBN 978-3-7322-7848-0.
- Theologiekurs für Atheisten und zweifelnde Christen. Informationen zum genaueren Nachdenken. 2017. ISBN 978-3-7448-1657-1